# Hantsport
Hantsport is een plaats (town) en zeehaven in de Canadese provincie Nova Scotia en telt 1191 inwoners (2006). De oppervlakte bedraagt 2,13 km².